# Yuan Weiwei
Yuan Weiwei (25 de novembro de 1985) é um futebolista profissional chinês que atua como defensor.

## Carreira
Yuan Weiwei representou a Seleção Chinesa de Futebol nas Olimpíadas de 2008, quando atuou em casa.